# Chongzuo
Chongzuo (cinese: 崇左, pinyin: Chóngzuǒ; zhuang：Cungzcoj) è una città-prefettura della parte occidentale della regione autonoma di Guangxi Zhuang, nel sud della Cina. Ha una popolazione di 2,42 milioni di abitanti (2010) con un'area di 17.440 km².

## Geografia fisica

### Morfologia del territorio
- Area caratterizzata da tipiche formazioni carsiche
- Montagne: Nong shan (龙山, elevazione: 1358 metri), Gongmu shan (公母山, elevazione: 1357,6 metri), Xidaming shan (西大明山, elevazione: 1071,2 metri) e Daqin shan (大青山, elevazione: 1045 metri)
- Fiumi: Zuojiang

### Clima
Il clima è tipico della regione subtropicale:	
- clima monsonico, caldo e piovoso
- temperatura media annua: 20,8 °C - 22,4 °C
- chiara divisione delle quattro stagioni
- inverno caldo	e siccitoso

La stagione migliore per visitarla è l'autunno. In primavera ci sono molte piogge; l'estate è troppo calda; in inverno c'è poca acqua nel Zuojiang.

## Storia

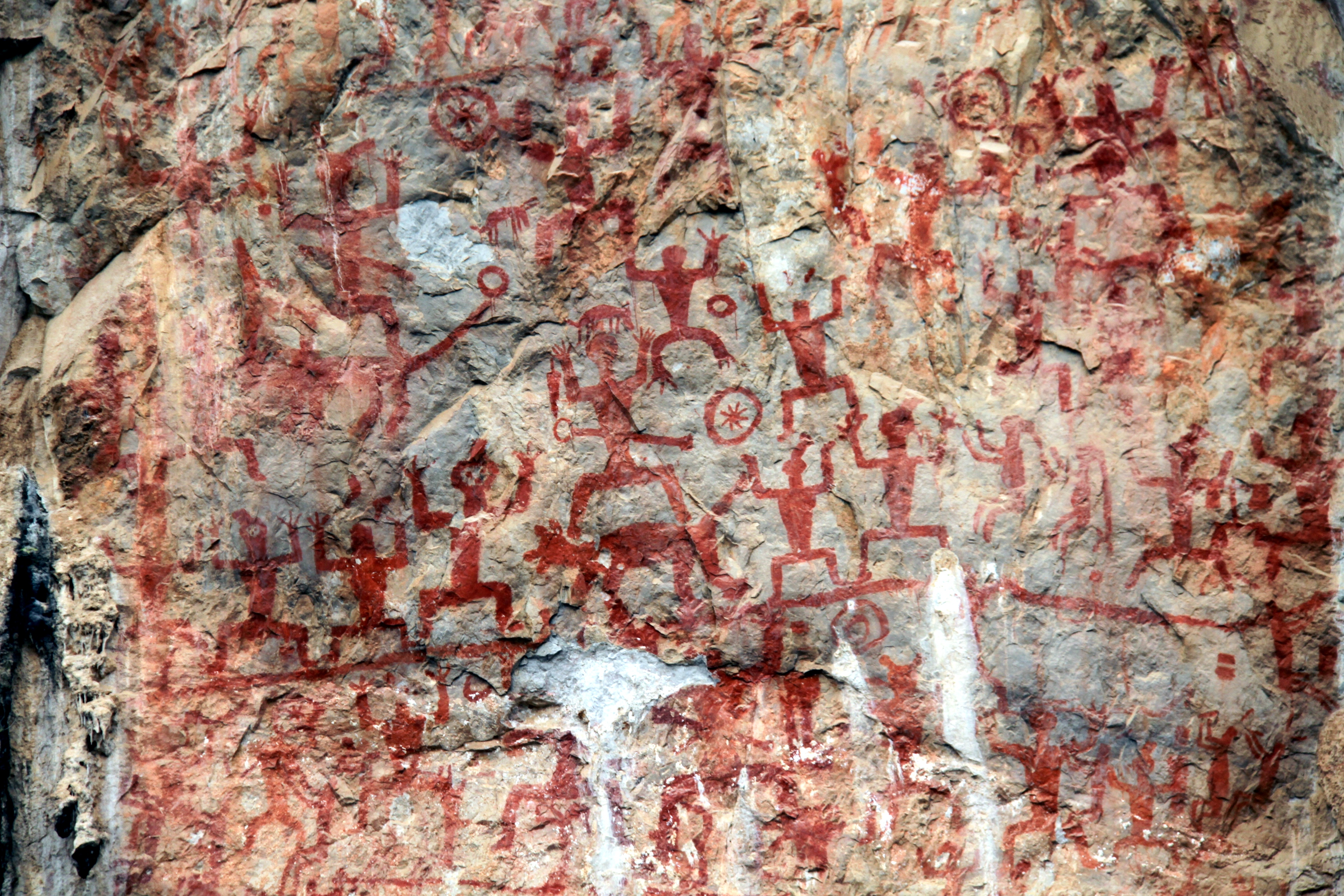
Pitture rupestri della collina dei Fiori, un capolavoro delle antiche popolazioni zhuang.

Chongzuo ha una storia di più di 2300 anni e, sin dai tempi antichi, la zona fu un luogo di residenza dell'etnia zhuang.
La città fu fondata nel 214 a.C. quando era conosciuta come Linchen. Nel 907 fu conosciuta come Zuozhou. Nel 907 d.C., la città fu rinominata Chongshon, prima di cambiare definitivamente il nome in Chongzuo nel 1951, rimanendo una contea.
Nel 2002 ottenne invece lo status di città-prefettura.

## Geografia antropica

### Suddivisioni amministrative
Chongzuo amministra 1 distretto, 1 città di contea, 5 contee, 57 città, 72 cantoni, 146 comunità residenziali e 1724 villaggi:	
- 1 distretto: Jiangzhou Qu (江州区);
- 1 città di contea: Pingxiang (凭祥);
- 5 contee: Fusui (扶绥), Daxin(大新), Longzhou(龙州), Ningming (宁明) e Tiandeng(天等).[2]

## Società

### Evoluzione demografica

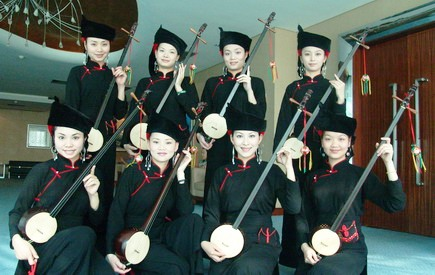
Zhuang del Chongzuo

La popolazione principale è zhuang, etnia che rappresenta l'88,55% della popolazione totale.
Minoranze nazionali: zhuang (壮族), yao (瑶族), hui (回族), miao (苗族), han (汉族), mulao (仫佬族), jing (京族), man (满族) e dong (侗族).

## Economia
Le principali attività di Chongzuo rientrano nel settore dell'agricoltura: fra le principali coltivazioni vi sono arance, riso, fagioli, grano, cassava, cannella, banane, ananas, longan e tè, anche se il prodotto principale rimane la canna da zucchero. Parallelamente all'agricoltura, è diffuso anche l'allevamento di bovini, ovini, papere, polli ed oche. Diffusa anche la silvicoltura e le aziende manifatturiere collegate a tale indotto (cartiere, segherie, produttori di trementina).
Importanti risorse minerarie sono anzitutto il manganese, di cui è il principale produttore del Paese, e la bentonite di cui è il primo produttore mondiale. Seguono ferberite, barite, oro, uranio, vanadio e carbone. Non mancano aziende farmaceutiche ed elettroniche.

## Infrastrutture e trasporti

### Trasporto pubblico
Chongzuo è dotata di un sistema di trasporto pubblico eccellente: vi sono più di 10 linee di autobus. Rispetto ad altre città cinesi le strade sono generalmente pulite e la qualità dell'aria è superiore per via di un minore inquinamento atmosferico.

### Strade ed autostrade
La superstrada G7211 da Nanning a Pingxiang attraversa la città.
È stato inoltre recentemente completato il primo raccordo anulare della città ed esiste un ambizioso progetto di collegamento autostradale con la città-prefettura di Qinzhou, più ad est.

### Collegamenti ferroviari
La ferrovia Xiang-Gui corre attraverso la città.

## Cultura
Il fiume ha un ruolo importante nella vita cittadina: nuotare nel fiume è una tradizione importante per i suoi abitanti.
È conosciuta come la Città del tesoro verde per via della fitta vegetazione subtropicale della regione, per la straordinaria attenzione ecologica della città, per le decorazioni floreali delle vie e delle piazze e per i suoi giardini pubblici.

## Monumenti e luoghi d'interesse
- Cascate Detian (德天瀑布)
- Scena di Zuojiang (左江风光)
- Rock Art della collina dei Fiori (花山岩壁画)
- Riserva naturale nazionale di Encheng (恩城国家级自然保护区)
- Paesaggio rurale delle Mingsi (明仕田园景区)[6][7]